# Galería Cadaqués
La Galería Cadaqués es una galería de arte de Cadaqués, (España) creada en 1973 por el arquitecto italo-suizo Ianfranco Bombelli
La galería se abrió en una antigua fábrica de salazón de anchoas. Su motivación inicial fue para vender la edición Cadaqués portfolio one que le permitiera recoger fondos destinados a restaurar el cementerio no creyente de Cadaqués, donde poder enterrar a su amigo Peter Harnden. La edición Cadaqués portfolio one contenía una carpeta con doce serigrafías de artistas como Bruno Munari, Mary Callery, Xavier Corberó, Max Huber y Richard Paul Lohse.
Por ella han pasado artistas internacionales como Dieter Roth, Marcel Duchamp, David Hockney, Joseph Beuys o Richard Hamilton entre otros. Muchos artistas expusieron por primera vez su obra en España en esta galeria.
Entre 1973 y 1997, hasta 114 artistas realizaron 211 exposiciones. En su 25 aniversario Bombelli la cerró, en 1997,
El 27 de julio de 2003, el galerista Huc Malla, exactamente 30 años después de la primera inauguración, la volvió a abrir bajo el nombre de Galería Cadaqués Dos, con el beneplácito del propio Bombelli, continuando así el trabajo de este en la introducción de las últimas vanguardias artísticas.

## Referèncias
1. 1 2 3 4  Playà Maset, Josep (10 de agosto de 2023). «Galería Cadaqués: 50 años». La Vanguardia. Consultado el 10 de agosto de 2023.
2. ↑  Museo Nacional Centro de Arte Reina Sofía (ed.). «Galería Cadaqués (1973-1997)». Galería Cadaqués (1973-1997) 9 febrero - 7 abril, 2004 / Edificio Sabatini. Consultado el 10 de agosto de 2023.
3. ↑  Museu d’Art Contemporani de Barcelona, ed. (25 de junio de 2010). «Galeria Cadaqués. works of the Bombelli collection. 22/09/2006 - 27/11/2006   MACBA  Plaça dels Àngels» (en inglés). Archivado desde el original el 25 de junio de 2010. Consultado el 10 de agosto de 2023.

- Datos: Q5874699